# Spanyol peseta
A spanyol peseta (spanyolul: Peseta española; ISO 4217-kód: ESP; pénzjel: Ptas.) Spanyolország hivatalos pénzneme volt az euró bevezetése előtt, váltópénze a céntimo (spanyolul).

## Bankjegyek

### 1979-1992
| Kép      | Kép      | Névérték      | Méret       | Szín    | Leírás                                                                       | Leírás   | Dátumok   | Dátumok    | Dátumok     | Dátumok  |
| Előoldal | Hátoldal | Névérték      | Méret       | Szín    | Előoldal                                                                     | Hátoldal | nyomtatás | kibocsátás | visszavonás | elévülés |
| -------- | -------- | ------------- | ----------- | ------- | ---------------------------------------------------------------------------- | -------- | --------- | ---------- | ----------- | -------- |
|          |          | 200 peseta    | 120 x 65 mm | Narancs | Leopoldo Alas                                                                |          |           |            |             |          |
|          |          | 500 peseta    | 129 x 70 mm | Kék     | Rosalía de Castro                                                            |          |           |            |             |          |
|          |          | 1000 peseta   | 138 x 75 mm | Zöld    | Benito Pérez Galdós                                                          |          |           |            |             |          |
|          |          | 2000 peseta   | 147 x 80 mm | Piros   | Juan Ramón Jiménez                                                           |          |           |            |             |          |
|          |          | 5000 peseta   | 156 x 85 mm | Barna   | I. János Károly király hadsereg-főparancsnoki (Capitán General) egyenruhában |          |           |            |             |          |
|          |          | 10 000 peseta | 165 x 85 mm | Szürke  | I. János Károly király öltönyben                                             |          |           |            |             |          |

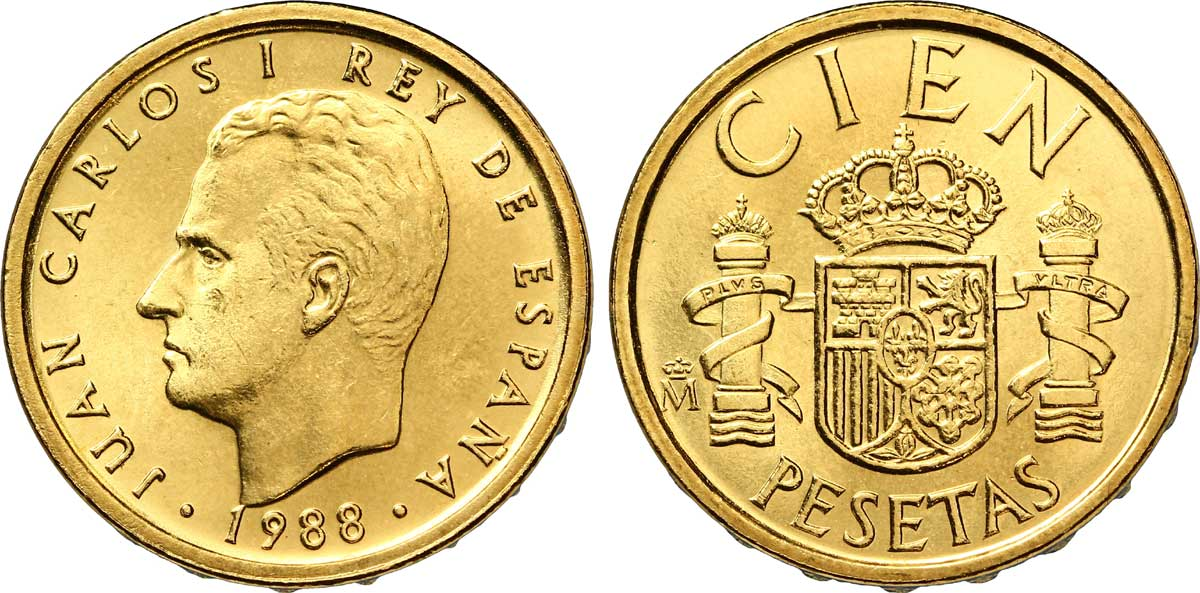
Spanyol 100 peseta érme 1988, I. János Károly portréjával.
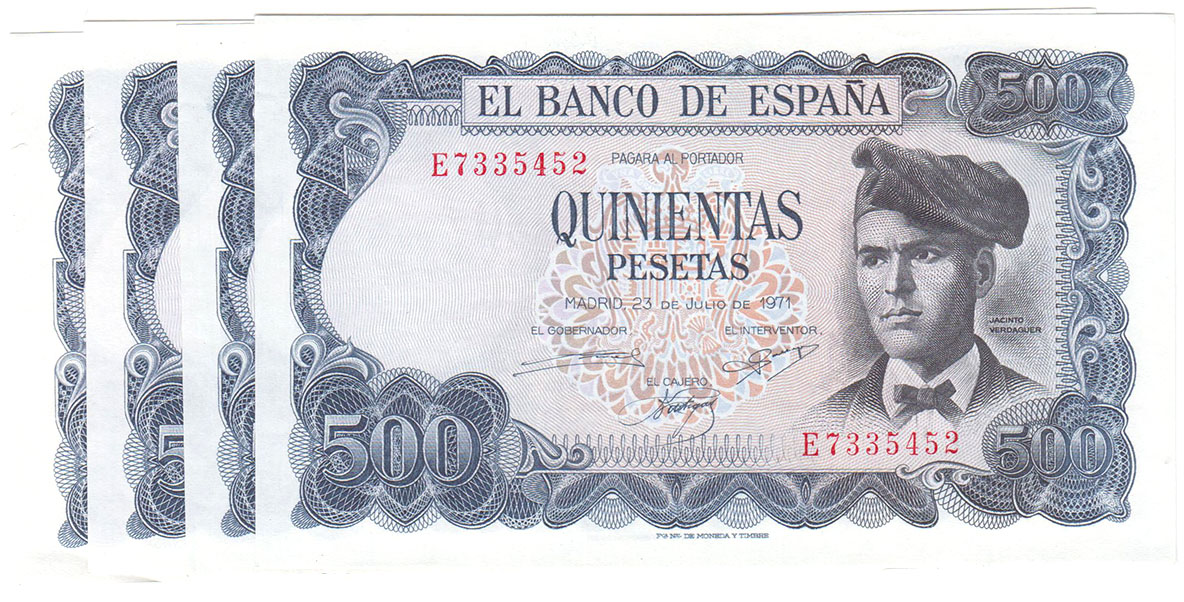
Spanyol 500 pesetás bankjegy az 1971-es sorozatból, Jacint Verdaguer i Santaló portréjával.
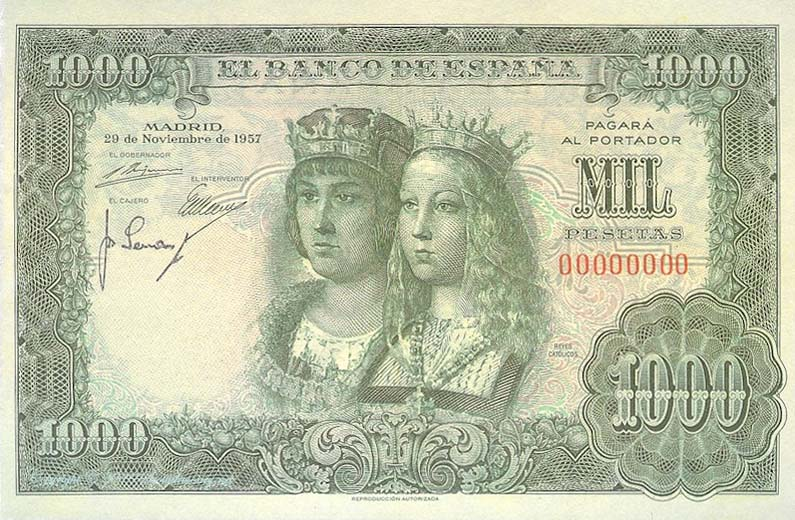
Spanyol 1000 pesetás bankjegy az 1957-es sorozatból, a katolikus királyok portréjával.
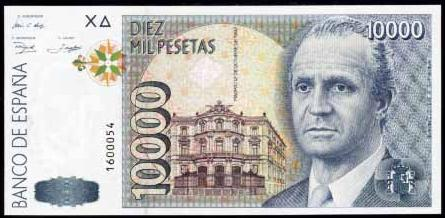
Spanyol 10 000 pesetás bankjegy I. János Károly portréjával. 1992-es sorozat, méret: 154 x 74 mm.